# Plevna, Kansas
Plevna är en ort i Reno County i Kansas. Vid 2010 års folkräkning hade Plevna 98 invånare.